# 프르제발스키가젤
프르제발스키가젤(Procapra przewalskii)은 소과에 속하는 가젤의 일종으로 야생에서는 중국에서만 발견된다. 한때는 널리 분포했으나 분포 지역이 칭하이호 근처의 6개 지역으로 줄어들었다. 학명은 1875년 상트페테르부르크에 이 종의 표본을 수집해 가져 온 러시아 탐험가 니콜라이 프르제발스키의 이름을 따서 지었다.

## 특징
비교적 작고 가냘픈 영양으로 큰 눈과 짧고 뾰족한 귀를 갖고 있다. 비교적 큰 코 뼈를 갖고 있는 데, 이는 티베트 고원의 희박한 공기에 적응하기 결과로 추정된다. 머리에서 몸까지 몸길이는 109~160cm, 어깨 높이는 50~70cm, 몸무게는 17~32kg 정도이다. 일반적으로 수컷이 암컷보다 크고 무겁다. 꼬리는 7~10cm 정도로 짧아서 털 속에 완전히 숨겨지기도 한다.

## 아종
- P. przewalskii przewalskii - 칭하이성
- † P. przewalskii diversicornis - 간쑤성과 어얼둬쓰 시 지역